# Mühlenstraße (Lübeck)
Die Mühlenstraße (1259 lat. platea molendinorum) ist die historische Zufahrt in die Lübecker Altstadt von Süden. Sie verbindet die Vorstadt St. Jürgen mit dem Zentrum.

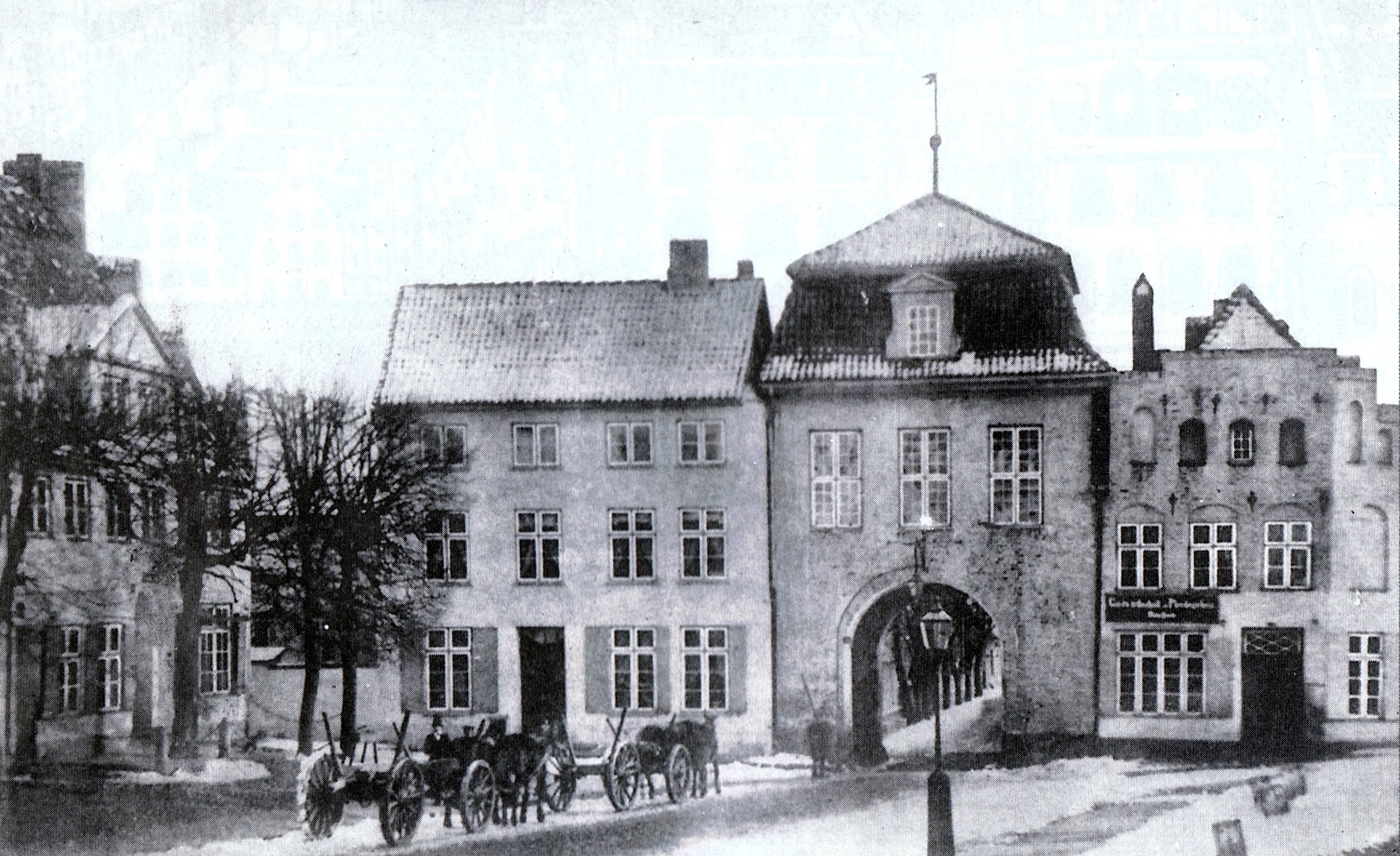
Mühlenstraße vor dem Inneren Mühlentor

Blick in die damalige Mühlenstraße

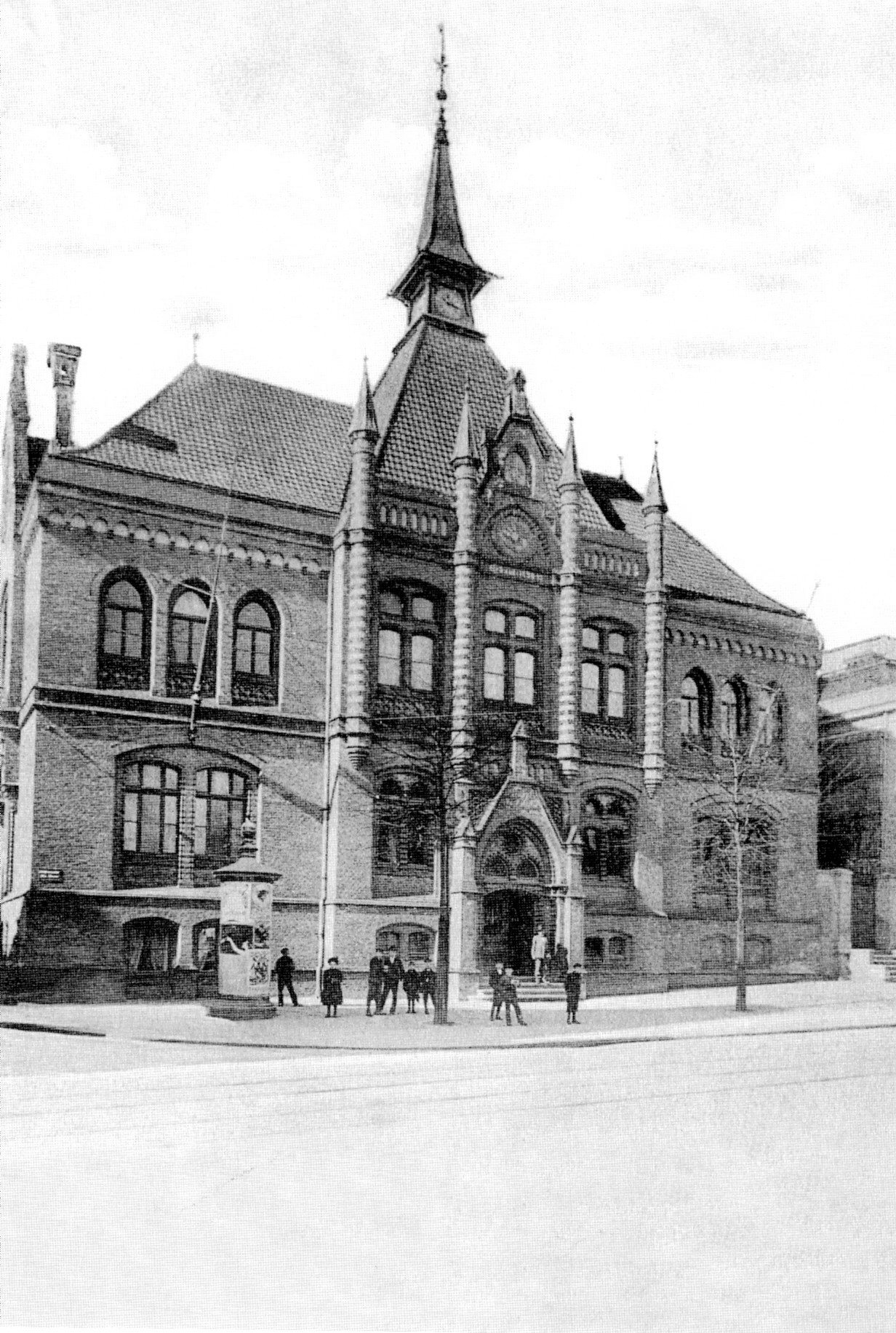
Hauptturnhalle an der Ecke Mühlenstraße/Musterbahn

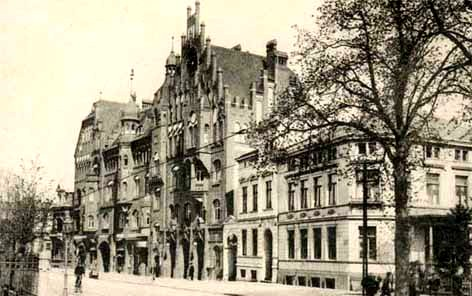
Stadthalle (1910)

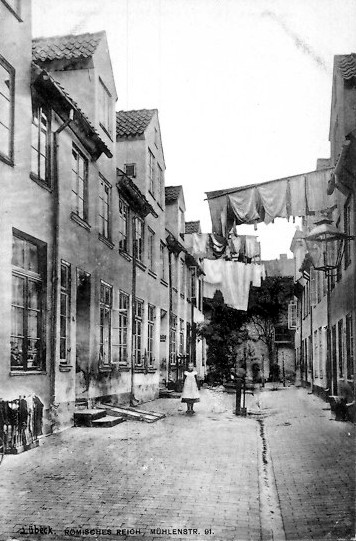
Römisches Reich vor 1914

Mühlentorbrücke um 1903

## Verlauf
Die Mühlenstraße beginnt als Verlängerung der Sandstraße an Lübecks drittem größeren Platz, dem Klingenberg, der seit den Zerstörungen des Zweiten Weltkrieges seine städtebauliche Gestaltung nicht wiedergefunden hat. Die Mühlenstraße nimmt kurz darauf die zweite wichtige Nord-Süd-Achse der romanischen Stadtplanung des 12. Jahrhunderts, die Königstraße auf und führt zur Mühlenbrücke, an der einstmals das Mühlentor als drittes Lübecker Stadttor den Zugang zur Stadt schützte.

## Klingenberg
Vom Klingenberg als Platz führen außerdem die Aegidienstraße über die Königstraße ins Aegidienviertel rund um die Aegidienkirche, der Pferdemarkt über die Parade zum Lübecker Dom und dem Zeughaus, die Marlesgrube zur Obertrave und die Schmiedestraße, als Querverbindung zur Holstenstraße, zur Petrikirche.

## Bauwerke unter Denkmalschutz
Unter Denkmalschutz stehen die Gebäude Mühlenstraße 1-3, 7-9, 15-17, 51, 55, 65, 71, 75, 79 (Brandes-Hof), 91 (Römisches Reich), 93-95 (Alter Zolln) ungerade und 8, 12-16, 26-28, 50, 56, 60, 72 gerade.
- siehe auch Liste abgegangener Lübecker Bauwerke#Mühlenstraße für nicht mehr vorhandene Bauwerke.

## Gänge und Höfe
Von der Mühlenstraße gehen oder gingen folgende Lübecker Gänge und Höfe ab (nach Hausnummern):
- 21: Holdorffs Gang (abgängig)
- 43: Derlins Gang (abgängig)
- 79: Brandes Hof
- 91: Römisches Reich

## Mühlenbrücke und Mühlentorbrücke
An die Mühlenstraße schließt sich die Straße Mühlenbrücke an. Die erste Brücke in ihrem stadtauswärts gesehenen Straßenverlauf, eben die Mühlenbrücke, überquert die durch den Krähenteich in den Mühlenteich fließende Wakenitz, die hier seit dem Mittelalter für den Mühlenbetrieb aufgestaut wurde und so zugleich der Stadtbefestigung diente. Die zweite Brücke hinter den Wallanlagen (Mühlentorbrücke) überquert den Elbe-Lübeck-Kanal. Zwischen beiden Brücken findet sich die Stadthalle wieder, heute ein Multiplex-Kino der CineStar-Gruppe, umgeben von Szenelokalen sowie der 1972 errichtete Stammsitz der Dr. Klein & Co. AG.

## Trivia
Auf der Einmündung der St.-Annen-Straße gegenüberliegenden Fußweg ist Ernst Stiller am 15. Januar 1907 von einer ehemaligen Krankenpflegerin seiner Frau erschossen worden.

## Weblinks

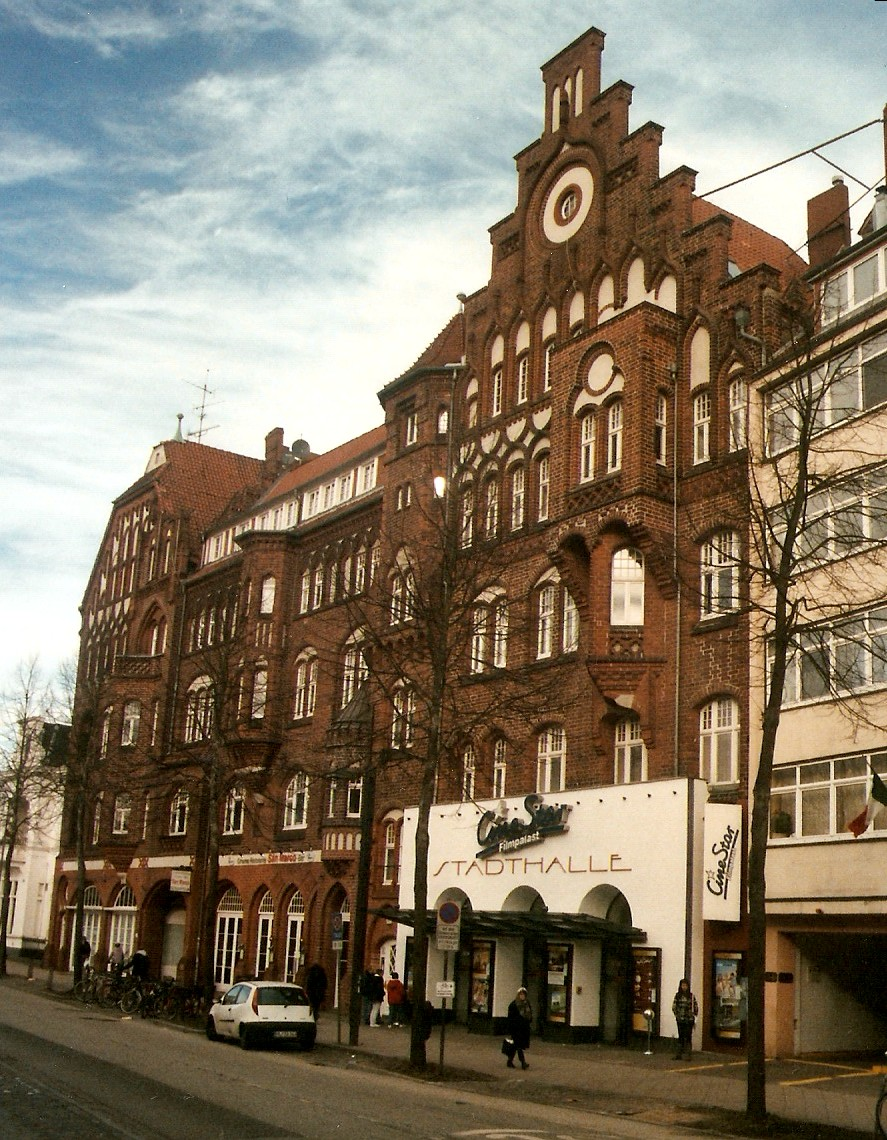
CineStar-Kino Stadthalle
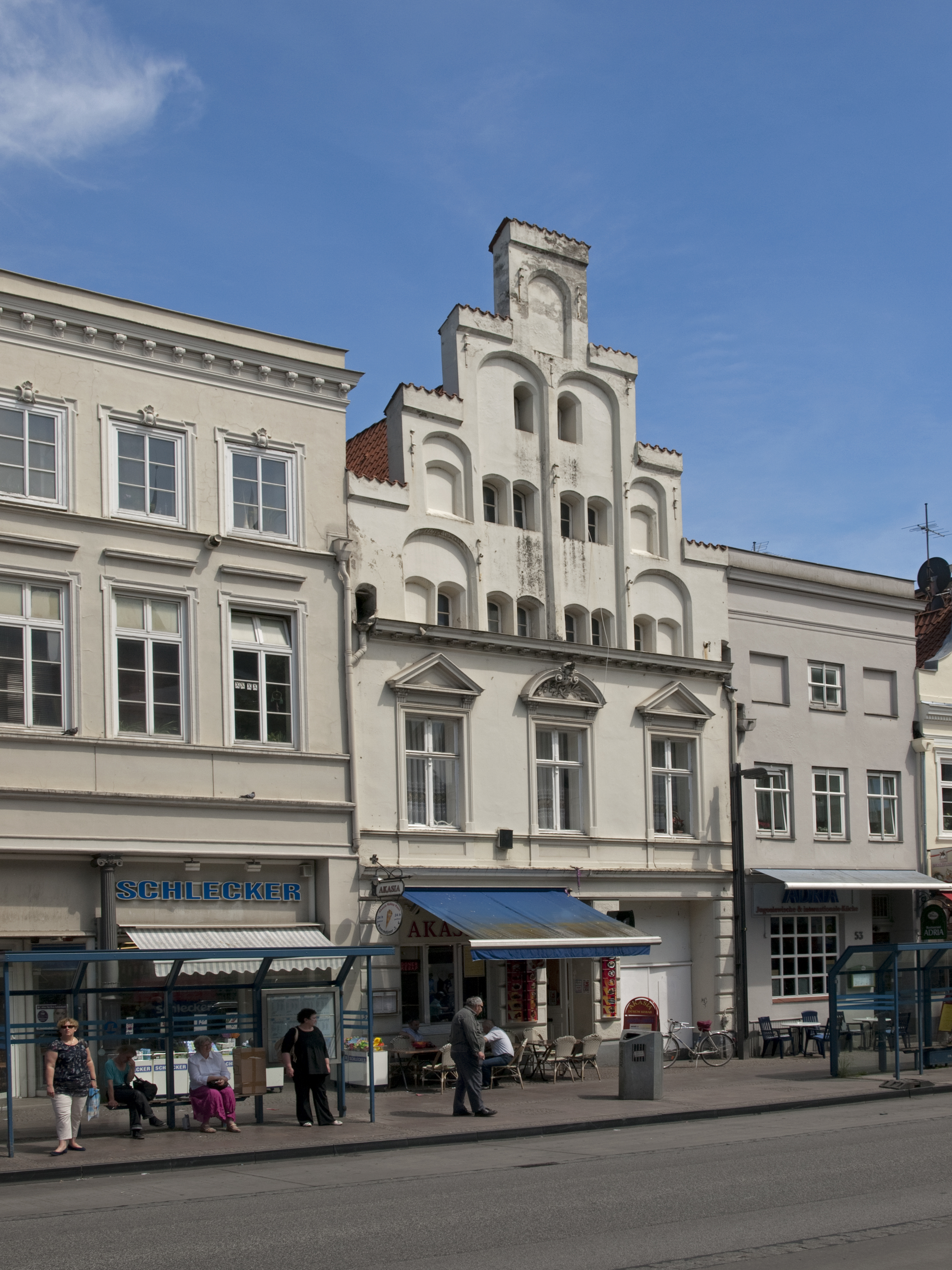
Mühlenstraße 51